# Mikuláš Troilus
Mikuláš Troilus Hagiochoran (též Svatopolský) (1571, Svaté Pole – 7. března 1631, Pirna) byl český spisovatel a pedagog, poslední rektor pražské utrakvistické univerzity.
Od podzimu 1603 vyučoval na pražské utrakvistické univerzitě. Od roku 1614 zastával též úřad přísedícího dolní konzistoře. V říjnu 1621 byl zvolen posledním rektorem pražské utrakvistické univerzity, jímž byl do dubna 1622, kdy musel na funkci rezignovat. Na katolickou víru přes nátlak nepřestoupil a odešel do exilu. Od dubna 1628 pobýval v Pirně.